# Palding Jaya
Palding Jaya is een bestuurslaag in het regentschap Dairi van de provincie Noord-Sumatra, Indonesië. Palding Jaya telt 1442 inwoners (volkstelling 2010).